# Campeonato Mundial de Handebol Masculino de 2015
O Campeonato Mundial de Andebol (português europeu) ou Handebol (português brasileiro) Masculino de 2015 foi a 24ª edição do principal evento organizado pela Federação Internacional de Handbol (IHF). Ocorreu no Catar entre 15 de janeiro e 1 de fevereiro. A controversa candidatura do país foi escolhida como vencedora a frente de Noruega, Polónia e França após votação do conselho da IHF em 27 de Janeiro de 2011, em Malmö, Suécia.Esta foi a primeira vez que o país sediou o evento.
A seleção anfitriã surpreendeu o mundo ao ser o primeiro time não europeu a chegar à decisão de um campeonato mundial. Porém, a equipe perdeu a decisão para a França por 25–22, que além de conseguir o seu quinto título, garantiu vaga no torneio de handbol dos Jogos Olímpicos de 2016.

## Sedes
Todas as partidas do torneio foram disputadas em Doha e Lusail.
Três arenas foram construídas para sediar o evento:
- Arena de Desportos de Lusail no centro da cidade com capacidade para 15 300 espectadores, será a arena principal do evento.

- Arena Ali Bin Hamad Al Attiya, em Doha, comporta até 7700 pessoas.

- Duhail Handball Sports Hall, em Doha, possui capacidade para um público de até 5500 pessoas.

| Lusail                       | Doha                                 | Doha                        | Lusail Doha |
| Arena de Desportos de Lusail | Ali bin Hamad al-Attiyah Sports Hall | Duhail Handball Sports Hall | Lusail Doha |
| Capacidade: 15 300           | Capacidade: 7700                     | Capacidade: 5500            | Lusail Doha |
|                              |                                      |                             | Lusail Doha |

## Equipes classificadas
Vinte e quatro equipas garantiram vaga no torneio. O Qatar, como seleção anfitriã e a Espanha, como atual campeã mundial estavam previamente qualificadas. Restou então vinte e duas vagas a serem distribuídas pelas 4 confederações segundo total de vagas previamente estabelecido pela IHF e preenchidas segundo as eliminatórias regionais.
Em uma decisão tomada pela Federação Internacional de Andebol em 8 de julho de 2014 a vaga destinada ao campeão da Oceania foi revogada, uma vez que o continente não possui confederação afiliada a IHF. A Seleção Australiana, que venceu o Campeonato de Andebol da Oceania de 2014 perdeu a sua vaga, uma vez que esta foi cedida à Alemanha por wildcard por esta possuir o maior ranking entre as seleções não previamente qualificadas para o torneio. A seleção do Barém e a dos Emirados Árabes Unidos desistiram de participar do torneio em 7 de novembro de 2014, em seus lugares ficaram as seleções Islandesa e Saudita.
| Competição                       | Época                                | Vagas | Qualificação |
| -------------------------------- | ------------------------------------ | ----- | --- |
| Sede                             | 27 de Janeiro de 2011                | 1     | Catar |
| Campeonato Mundial de 2013       | 11–27 de Janeiro de 2013             | 1     | Espanha |
| Campeonato Africano de 2014      | 16–25 de janeiro de 2014             | 3     | Argélia · Egito · Tunísia                                                                                            |
| Campeonato Europeu de 2014       | 12–26 de janeiro de 2014             | 3     | Croácia · Dinamarca · França                                                                                         |
| Campeonato Asiático de 2014      | 24 de janeiro–4 de fevereiro de 2014 | 3     | Bahrein · Irã · Emirados Árabes Unidos                                                                               |
| Campeonato da Oceania de 2014    | 25–26 de abril de 2014               | 1     | Austrália |
| Qualificatória Europeia          | 7–15 de junho de 2014                | 9     | Áustria · Bielorrússia · Bósnia e Herzegovina · Chéquia · Macedônia do Norte · Polônia · Rússia · Eslovênia · Suécia |
| Campeonato Pan-Americano de 2014 | 23–29 de junho de 2014               | 3     | Argentina · Brasil · Chile                                                                                           |
| Wildcard                         | 8 de julho de 2014                   | 1     | Alemanha |
| Wildcards                        | 21 de novembro de 2014               | 2     | Islândia · Arábia Saudita                                                                                            |

## Sorteio dos grupos
O sorteio dos grupos aconteceu em 20 de julho de 2014 as 21:30 em Doha.
Os potes, com as respectivas seleções, foram anunciados no dia 11 de julho de 2014.
| Pote 1                                   | Pote 2                                                | Pote 3                                          | Pote 4                                         | Pote 5                                      | Pote 6                              |
| ---------------------------------------- | ----------------------------------------------------- | ----------------------------------------------- | ---------------------------------------------- | ------------------------------------------- | ----------------------------------- |
| - Espanha - França - Dinamarca - Croácia | - Bósnia e Herzegovina - Polônia - Suécia - Eslovênia | - Rússia - Catar - Macedônia do Norte - Argélia | - Áustria - Argentina - Bielorrússia - Chéquia | - Tunísia - Egito - Brasil - Arábia Saudita | - Irã - Islândia - Chile - Alemanha |

## Formato de disputa
Na primeira fase as 24 equipes foram distribuídas em quatro grupos contendo seis seleções cada. Após se enfrentarem entre si dentro de seus grupos em turno único as quatro melhores equipes de cada grupo se classificam para a fase eliminatória da competição, a qual é composta pelas oitavas-de-final, quartas-de-final, semifinais e final. A equipe vencedora desta fase será declarada campeã mundial de handebol.
As equipes que forem eliminadas na primeira fase da competição irão disputar um torneio de consolação (President's Cup), que definirá as equipes que ocuparão do 17º ao 24º lugar no campeonato. Todas as equipes que terminarem na quinta colocação dentro de seus grupos irão disputar uma fase semifinal, da qual os vencedores disputarão a 17ª colocação e os perdedores a 19ª colocação. De modo análogo, os sextos colocados de cada grupo decidirão a 21ª e a 23ª colocação.
Os critérios de desempate na primeira fase para equipes empatadas em número de pontos na classificação são, na seguinte ordem:
1. número de pontos obtidos nas partidas entre as equipes em questão;
2. saldo de golos nas partidas entre as equipes em questão;
3. golos marcados nas partidas entre os times em questão (se mais de dois times empatarem em número de pontos);
4. saldo de golos em todas as partidas no grupo;
5. número de golos marcados em todas as partidas no grupo;
6. sorteio.

## Primeira fase
|  | Equipes classificadas para as oitavas-de-final |
|  | Equipes disputam os jogos de classificação     |

Todas as partidas seguem o fuso horário de Doha (UTC+3).

### Grupo A
| Pos | Equipe       | Pts | J | V | E | D | GP  | GC  | SG  |
| --- | ------------ | --- | - | - | - | - | --- | --- | --- |
| 1   | Espanha      | 10  | 5 | 5 | 0 | 0 | 162 | 127 | +35 |
| 2   | Catar        | 8   | 5 | 4 | 0 | 1 | 137 | 122 | +15 |
| 3   | Eslovênia    | 6   | 5 | 3 | 0 | 2 | 160 | 145 | +15 |
| 4   | Brasil       | 4   | 5 | 2 | 0 | 3 | 146 | 143 | +3  |
| 5   | Bielorrússia | 2   | 5 | 1 | 0 | 4 | 147 | 155 | −8  |
| 6   | Chile        | 0   | 5 | 0 | 0 | 5 | 104 | 164 | −60 |

| 15 de janeiro de 2015 20:30 | Catar                   | 28–23     | Brasil    | Arena de Desportos de Lusail, Lusail Público: 11.500 Árbitros: Miloševic, Gubica |
| 15 de janeiro de 2015 20:30 | Markovic, Hassab Alla 6 | (15-12)   | Chiuffa 6 | Arena de Desportos de Lusail, Lusail Público: 11.500 Árbitros: Miloševic, Gubica |
| 15 de janeiro de 2015 20:30 | 4× 3×                   | Relatório | 3× 1×     | Arena de Desportos de Lusail, Lusail Público: 11.500 Árbitros: Miloševic, Gubica |

| 16 de janeiro de 2015 17:00 | Espanha                | 38–33     | Bielorrússia | Duhail Handball Sports Hall, Doha Público: 1.200 Árbitros: Novotný, Horácek |
| 16 de janeiro de 2015 17:00 | Maqueda, Aguinagalde 6 | (21–17)   | Tsitou 5     | Duhail Handball Sports Hall, Doha Público: 1.200 Árbitros: Novotný, Horácek |
| 16 de janeiro de 2015 17:00 | 2× 3×                  | Relatório | 3× 2×        | Duhail Handball Sports Hall, Doha Público: 1.200 Árbitros: Novotný, Horácek |

| 16 de janeiro de 2015 17:00 | Eslovênia | 36–23     | Chile      | Ali Bin Hamad Al Attiya Arena, Doha Público: 1.500 Árbitros: Rashed, El-Sayed |
| 16 de janeiro de 2015 17:00 | Gajic 9   | (16–14)   | Salinas 10 | Ali Bin Hamad Al Attiya Arena, Doha Público: 1.500 Árbitros: Rashed, El-Sayed |
| 16 de janeiro de 2015 17:00 | 8× 3×     | Relatório | 1×         | Ali Bin Hamad Al Attiya Arena, Doha Público: 1.500 Árbitros: Rashed, El-Sayed |

| 17 de janeiro de 2015 17:00 | Brasil            | 27–29     | Espanha    | Duhail Handball Sports Hall, Doha Público: 800 Árbitros: Nachevski, Nikolov |
| 17 de janeiro de 2015 17:00 | Ribeiro, Toledo 5 | (14–15)   | Cañellas 9 | Duhail Handball Sports Hall, Doha Público: 800 Árbitros: Nachevski, Nikolov |
| 17 de janeiro de 2015 17:00 | 5× 4×             | Relatório | 3×         | Duhail Handball Sports Hall, Doha Público: 800 Árbitros: Nachevski, Nikolov |

| 17 de janeiro de 2015 17:00 | Bielorrússia | 29–34     | Eslovênia | Arena de Desportos de Lusail, Lusail Público: 4.000 Árbitros: Krichen, Makhlouf |
| 17 de janeiro de 2015 17:00 | Rutenka 6    | (8–17)    | Gajic 15  | Arena de Desportos de Lusail, Lusail Público: 4.000 Árbitros: Krichen, Makhlouf |
| 17 de janeiro de 2015 17:00 | 5× 3×        | Relatório | 4× 1×     | Arena de Desportos de Lusail, Lusail Público: 4.000 Árbitros: Krichen, Makhlouf |

| 17 de janeiro de 2015 19:00 | Chile   | 20–27     | Catar       | Arena de Desportos de Lusail, Lusail Público: 4.500 Árbitros: Reveret, Pichon |
| 17 de janeiro de 2015 19:00 | Oneto 5 | (9–15)    | Markovic 11 | Arena de Desportos de Lusail, Lusail Público: 4.500 Árbitros: Reveret, Pichon |
| 17 de janeiro de 2015 19:00 | 5× 3×   | Relatório | 3×          | Arena de Desportos de Lusail, Lusail Público: 4.500 Árbitros: Reveret, Pichon |

| 19 de janeiro de 2015 17:00 | Espanha        | 37–16     | Chile            | Duhail Handball Sports Hall, Doha Público: 500 Árbitros: Lee, Koo |
| 19 de janeiro de 2015 17:00 | Rivera Folch 7 | (14–7)    | Araya, Frelijj 3 | Duhail Handball Sports Hall, Doha Público: 500 Árbitros: Lee, Koo |
| 19 de janeiro de 2015 17:00 | 3×             | Relatório | 4×               | Duhail Handball Sports Hall, Doha Público: 500 Árbitros: Lee, Koo |

| 19 de janeiro de 2015 17:00 | Bielorrússia     | 29–34     | Brasil    | Arena de Desportos de Lusail, Lusail Público: 3.000 Árbitros: Rashed, El-Sayed |
| 19 de janeiro de 2015 17:00 | três jogadores 6 | (12–16)   | Ribeiro 9 | Arena de Desportos de Lusail, Lusail Público: 3.000 Árbitros: Rashed, El-Sayed |
| 19 de janeiro de 2015 17:00 | 5× 3×            | Relatório | 4×        | Arena de Desportos de Lusail, Lusail Público: 3.000 Árbitros: Rashed, El-Sayed |

| 19 de janeiro de 2015 19:00 | Eslovênia | 29–31     | Catar     | Arena de Desportos de Lusail, Lusail Público: 9.500 Árbitros: Gjeding, Hansen |
| 19 de janeiro de 2015 19:00 | Dolenec 8 | (15–18)   | Capote 12 | Arena de Desportos de Lusail, Lusail Público: 9.500 Árbitros: Gjeding, Hansen |
| 19 de janeiro de 2015 19:00 | 7× 3×     | Relatório | 4×        | Arena de Desportos de Lusail, Lusail Público: 9.500 Árbitros: Gjeding, Hansen |

| 21 de janeiro de 2015 17:00 | Eslovênia | 35–32     | Brasil    | Duhail Handball Sports Hall, Doha Público: 500 Árbitros: Reveret, Pichon |
| 21 de janeiro de 2015 17:00 | Gajic 12  | (19–18)   | Ribeiro 7 | Duhail Handball Sports Hall, Doha Público: 500 Árbitros: Reveret, Pichon |
| 21 de janeiro de 2015 17:00 | 5× 2×     | Relatório | 3×        | Duhail Handball Sports Hall, Doha Público: 500 Árbitros: Reveret, Pichon |

| 21 de janeiro de 2015 17:00 | Chile     | 23–34     | Bielorrússia            | Arena de Desportos de Lusail, Lusail Público: 800 Árbitros: Hizaki, Ikebuchi |
| 21 de janeiro de 2015 17:00 | Salinas 6 | (11–14)   | Pukhouski, S. Rutenka 8 | Arena de Desportos de Lusail, Lusail Público: 800 Árbitros: Hizaki, Ikebuchi |
| 21 de janeiro de 2015 17:00 | 7× 2× 1×  | Relatório | 3×                      | Arena de Desportos de Lusail, Lusail Público: 800 Árbitros: Hizaki, Ikebuchi |

| 21 de janeiro de 2015 19:00 | Catar       | 25–28     | Espanha        | Arena de Desportos de Lusail, Lusail Público: 12.400 Árbitros: Nikolic, Stojkovic |
| 21 de janeiro de 2015 19:00 | Markovic 10 | (10–8)    | Rivera Folch 7 | Arena de Desportos de Lusail, Lusail Público: 12.400 Árbitros: Nikolic, Stojkovic |
| 21 de janeiro de 2015 19:00 | 1× 2×       | Relatório | 3×             | Arena de Desportos de Lusail, Lusail Público: 12.400 Árbitros: Nikolic, Stojkovic |

| 23 de janeiro de 2015 17:00 | Brasil          | 30–22     | Chile             | Arena de Desportos de Lusail, Lusail Público: 2.500 Árbitros: Krichen, Makhlouf |
| 23 de janeiro de 2015 17:00 | Pacheco Filho 7 | (12–13)   | cinco jogadores 3 | Arena de Desportos de Lusail, Lusail Público: 2.500 Árbitros: Krichen, Makhlouf |
| 23 de janeiro de 2015 17:00 | 5× 1×           | Relatório | 4× 1×             | Arena de Desportos de Lusail, Lusail Público: 2.500 Árbitros: Krichen, Makhlouf |

| 23 de janeiro de 2015 17:00 | Espanha        | 30–26     | Eslovênia          | Duhail Handball Sports Hall, Doha Público: 1.000 Árbitros: Geipel, Helbig |
| 23 de janeiro de 2015 17:00 | Rivera Folch 6 | (14–10)   | quatro jogadores 4 | Duhail Handball Sports Hall, Doha Público: 1.000 Árbitros: Geipel, Helbig |
| 23 de janeiro de 2015 17:00 | 2× 3× 1×       | Relatório | 3×                 | Duhail Handball Sports Hall, Doha Público: 1.000 Árbitros: Geipel, Helbig |

| 23 de janeiro de 2015 19:00 | Catar      | 26–22     | Bielorrússia | Arena de Desportos de Lusail, Lusail Público: 10.000 Árbitros: Novotný, Horácek |
| 23 de janeiro de 2015 19:00 | Markovic 9 | (7–12)    | D. Rutenka 7 | Arena de Desportos de Lusail, Lusail Público: 10.000 Árbitros: Novotný, Horácek |
| 23 de janeiro de 2015 19:00 | 3× 2×      | Relatório | 4×           | Arena de Desportos de Lusail, Lusail Público: 10.000 Árbitros: Novotný, Horácek |

### Grupo B
| Pos | Equipe               | Pts | J | V | E | D | GP  | GC  | SG  |
| --- | -------------------- | --- | - | - | - | - | --- | --- | --- |
| 1   | Croácia              | 10  | 5 | 5 | 0 | 0 | 158 | 124 | +34 |
| 2   | Macedônia do Norte   | 8   | 5 | 4 | 0 | 1 | 153 | 138 | +15 |
| 3   | Áustria              | 5   | 5 | 2 | 1 | 2 | 147 | 140 | +7  |
| 4   | Tunísia              | 5   | 5 | 2 | 1 | 2 | 132 | 133 | −1  |
| 5   | Bósnia e Herzegovina | 2   | 5 | 1 | 0 | 4 | 118 | 128 | −10 |
| 6   | Irã                  | 0   | 5 | 0 | 0 | 5 | 127 | 172 | −45 |

| 16 de janeiro de 2015 15:00 | Bósnia e Herzegovina | 30–25     | Irã         | Arena de Desportos de Lusail, Lusail Público: 3.000 Árbitros: Koo, Lee |
| 16 de janeiro de 2015 15:00 | Čelica 6             | (12–16)   | A. Esteki 7 | Arena de Desportos de Lusail, Lusail Público: 3.000 Árbitros: Koo, Lee |
| 16 de janeiro de 2015 15:00 | 8× 3×                | Relatório | 4×          | Arena de Desportos de Lusail, Lusail Público: 3.000 Árbitros: Koo, Lee |

| 16 de janeiro de 2015 17:00 | Macedônia do Norte | 33–25     | Tunísia | Arena de Desportos de Lusail, Lusail Árbitros: Geipel, Helbig |
| 16 de janeiro de 2015 17:00 | K. Lazarov 10      | (18–14)   | Tej 6   | Arena de Desportos de Lusail, Lusail Árbitros: Geipel, Helbig |
| 16 de janeiro de 2015 17:00 | 7× 3×              | Relatório | 3×      | Arena de Desportos de Lusail, Lusail Árbitros: Geipel, Helbig |

| 16 de janeiro de 2015 19:00 | Croácia  | 32–30     | Áustria           | Duhail Handball Sports Hall, Doha Público: 750 Árbitros: Gatelis, Mažeika |
| 16 de janeiro de 2015 19:00 | Čupić 11 | (16–13)   | Szilágyi, Weber 7 | Duhail Handball Sports Hall, Doha Público: 750 Árbitros: Gatelis, Mažeika |
| 16 de janeiro de 2015 19:00 | 6× 3×    | Relatório | 4× 1×             | Duhail Handball Sports Hall, Doha Público: 750 Árbitros: Gatelis, Mažeika |

| 17 de janeiro de 2015 19:00 | Tunísia   | 25–28     | Croácia | Duhail Handball Sports Hall, Doha Público: 4.000 Árbitros: López, Ramírez |
| 17 de janeiro de 2015 19:00 | Bannour 9 | (13–14)   | Čupić 8 | Duhail Handball Sports Hall, Doha Público: 4.000 Árbitros: López, Ramírez |
| 17 de janeiro de 2015 19:00 | 6× 3×     | Relatório | 3×      | Duhail Handball Sports Hall, Doha Público: 4.000 Árbitros: López, Ramírez |

| 17 de janeiro de 2015 19:00 | Irã         | 31–33     | Macedônia do Norte | Ali Bin Hamad Al Attiya Arena, Doha Público: 1.000 Árbitros: Al-Suwaidi, Bamutref |
| 17 de janeiro de 2015 19:00 | A. Esteki 9 | (17–19)   | K. Lazarov 9       | Ali Bin Hamad Al Attiya Arena, Doha Público: 1.000 Árbitros: Al-Suwaidi, Bamutref |
| 17 de janeiro de 2015 19:00 | 7× 4× 1×    | Relatório | 2×                 | Ali Bin Hamad Al Attiya Arena, Doha Público: 1.000 Árbitros: Al-Suwaidi, Bamutref |

| 17 de janeiro de 2015 21:00 | Áustria           | 23–21     | Bósnia e Herzegovina | Ali Bin Hamad Al Attiya Arena, Doha Público: 1.000 Árbitros: Menezes, Pinto |
| 17 de janeiro de 2015 21:00 | Szilágyi, Weber 4 | (11–12)   | Malinović 6          | Ali Bin Hamad Al Attiya Arena, Doha Público: 1.000 Árbitros: Menezes, Pinto |
| 17 de janeiro de 2015 21:00 | 8× 3×             | Relatório | 4× 1×                | Ali Bin Hamad Al Attiya Arena, Doha Público: 1.000 Árbitros: Menezes, Pinto |

| 19 de janeiro de 2015 19:00 | Bósnia e Herzegovina | 22–25     | Macedônia do Norte | Ali Bin Hamad Al Attiya Arena, Doha Público: 2.000 Árbitros: Gatelis, Mažeika |
| 19 de janeiro de 2015 19:00 | Burić, Malinović 4   | (11–13)   | Manaskov 6         | Ali Bin Hamad Al Attiya Arena, Doha Público: 2.000 Árbitros: Gatelis, Mažeika |
| 19 de janeiro de 2015 19:00 | 5× 2×                | Relatório | 3× 1×              | Ali Bin Hamad Al Attiya Arena, Doha Público: 2.000 Árbitros: Gatelis, Mažeika |

| 19 de janeiro de 2015 19:00 | Croácia   | 41–22     | Irã         | Duhail Handball Sports Hall, Doha Público: 500 Árbitros: Geipel, Helbig |
| 19 de janeiro de 2015 19:00 | Horvat 12 | (19–13)   | S. Esteki 6 | Duhail Handball Sports Hall, Doha Público: 500 Árbitros: Geipel, Helbig |
| 19 de janeiro de 2015 19:00 | 3× 2×     | Relatório | 1×          | Duhail Handball Sports Hall, Doha Público: 500 Árbitros: Geipel, Helbig |

| 19 de janeiro de 2015 21:00 | Áustria | 25–25     | Tunísia      | Ali Bin Hamad Al Attiya Arena, Doha Público: 4.500 Árbitros: Nikolić, Stojković |
| 19 de janeiro de 2015 21:00 | Weber 9 | (14–15)   | Sanaï, Tej 5 | Ali Bin Hamad Al Attiya Arena, Doha Público: 4.500 Árbitros: Nikolić, Stojković |
| 19 de janeiro de 2015 21:00 | 4× 3×   | Relatório | 2×           | Ali Bin Hamad Al Attiya Arena, Doha Público: 4.500 Árbitros: Nikolić, Stojković |

| 21 de janeiro de 2015 17:00 | Irã         | 26–38     | Áustria  | Ali Bin Hamad Al Attiya Arena, Doha Público: 500 Árbitros: Rashed, El-Sayed |
| 21 de janeiro de 2015 17:00 | S. Esteki 7 | (13–18)   | Santos 8 | Ali Bin Hamad Al Attiya Arena, Doha Público: 500 Árbitros: Rashed, El-Sayed |
| 21 de janeiro de 2015 17:00 | 5× 1×       | Relatório | 3×       | Ali Bin Hamad Al Attiya Arena, Doha Público: 500 Árbitros: Rashed, El-Sayed |

| 21 de janeiro de 2015 19:00 | Bósnia e Herzegovina | 24–27     | Tunísia     | Ali Bin Hamad Al Attiya Arena, Doha Público: 5.500 Árbitros: Santos, Fonseca |
| 21 de janeiro de 2015 19:00 | Malinović 5          | (14–15)   | Boughanmi 7 | Ali Bin Hamad Al Attiya Arena, Doha Público: 5.500 Árbitros: Santos, Fonseca |
| 21 de janeiro de 2015 19:00 | 6× 4×                | Relatório | 5× 3×       | Ali Bin Hamad Al Attiya Arena, Doha Público: 5.500 Árbitros: Santos, Fonseca |

| 21 de janeiro de 2015 19:00 | Macedônia do Norte | 26–29     | Croácia | Duhail Handball Sports Hall, Doha Público: 2.000 Árbitros: Novotný, Horáček |
| 21 de janeiro de 2015 19:00 | K. Lazarov 7       | (14–15)   | Čupić 9 | Duhail Handball Sports Hall, Doha Público: 2.000 Árbitros: Novotný, Horáček |
| 21 de janeiro de 2015 19:00 | 6× 4×              | Relatório | 4×      | Duhail Handball Sports Hall, Doha Público: 2.000 Árbitros: Novotný, Horáček |

| 23 de janeiro de 2015 17:00 | Tunísia  | 30–23     | Irã        | Ali Bin Hamad Al Attiya Arena, Doha Público: 4.500 Árbitros: Kliko, Johansson |
| 23 de janeiro de 2015 17:00 | Touati 7 | (12-12)   | Karamian 4 | Ali Bin Hamad Al Attiya Arena, Doha Público: 4.500 Árbitros: Kliko, Johansson |
| 23 de janeiro de 2015 17:00 | 3× 4×    | Relatório | 1×         | Ali Bin Hamad Al Attiya Arena, Doha Público: 4.500 Árbitros: Kliko, Johansson |

| 23 de janeiro de 2015 19:00 | Macedônia do Norte | 36–31     | Áustria | Ali Bin Hamad Al Attiya Arena, Doha Público: 1.000 Árbitros: Gjeding, Hansen |
| 23 de janeiro de 2015 19:00 | K. Lazarov 9       | (16-16)   | Weber 8 | Ali Bin Hamad Al Attiya Arena, Doha Público: 1.000 Árbitros: Gjeding, Hansen |
| 23 de janeiro de 2015 19:00 | 5× 2×              | Relatório | 2× 1×   | Ali Bin Hamad Al Attiya Arena, Doha Público: 1.000 Árbitros: Gjeding, Hansen |

| 23 de janeiro de 2015 19:00 | Croácia   | 28–21     | Bósnia e Herzegovina | Duhail Handball Sports Hall, Doha Público: 800 Árbitros: Reveret, Pichon |
| 23 de janeiro de 2015 19:00 | Karačić 6 | (17-8)    | Toromanović 7        | Duhail Handball Sports Hall, Doha Público: 800 Árbitros: Reveret, Pichon |
| 23 de janeiro de 2015 19:00 | 4× 3×     | Relatório | 2× 1×                | Duhail Handball Sports Hall, Doha Público: 800 Árbitros: Reveret, Pichon |

### Grupo C
| Pos | Equipe   | Pts | J | V | E | D | GP  | GC  | SG  |
| --- | -------- | --- | - | - | - | - | --- | --- | --- |
| 1   | França   | 9   | 5 | 4 | 1 | 0 | 143 | 128 | +15 |
| 2   | Suécia   | 7   | 5 | 3 | 1 | 1 | 137 | 109 | +28 |
| 3   | Islândia | 5   | 5 | 2 | 1 | 2 | 127 | 135 | −8  |
| 4   | Egito    | 5   | 5 | 2 | 1 | 2 | 135 | 125 | +10 |
| 5   | Chéquia  | 4   | 5 | 2 | 0 | 3 | 145 | 138 | +7  |
| 6   | Argélia  | 0   | 5 | 0 | 0 | 5 | 109 | 131 | −22 |

| 16 de janeiro de 2015 19:00 | Argélia    | 20−34     | Egito  | Ali Bin Hamad Al Attiya Arena, Doha Público: 5.500 Árbitros: López, Ramírez |
| 16 de janeiro de 2015 19:00 | Kaabeche 6 | (9−17)    | Issa 5 | Ali Bin Hamad Al Attiya Arena, Doha Público: 5.500 Árbitros: López, Ramírez |
| 16 de janeiro de 2015 19:00 | 6× 3×      | Relatório | 3×     | Ali Bin Hamad Al Attiya Arena, Doha Público: 5.500 Árbitros: López, Ramírez |

| 16 de janeiro de 2015 21:00 | França              | 30−27     | Chéquia | Duhail Handball Sports Hall, Doha Público: 1.800 Árbitros: Gjeding, Hansen |
| 16 de janeiro de 2015 21:00 | Guigou, Karabatić 7 | (16−9)    | Horák 8 | Duhail Handball Sports Hall, Doha Público: 1.800 Árbitros: Gjeding, Hansen |
| 16 de janeiro de 2015 21:00 | 6× 2×               | Relatório | 3× 1×   | Duhail Handball Sports Hall, Doha Público: 1.800 Árbitros: Gjeding, Hansen |

| 16 de janeiro de 2015 21:00 | Suécia   | 24−16     | Islândia  | Ali Bin Hamad Al Attiya Arena, Doha Público: 1.000 Árbitros: Menezes, Pinto |
| 16 de janeiro de 2015 21:00 | Ekberg 7 | (12−7)    | Atlason 5 | Ali Bin Hamad Al Attiya Arena, Doha Público: 1.000 Árbitros: Menezes, Pinto |
| 16 de janeiro de 2015 21:00 | 7× 3×    | Relatório | 3×        | Ali Bin Hamad Al Attiya Arena, Doha Público: 1.000 Árbitros: Menezes, Pinto |

| 18 de janeiro de 2015 19:00 | Islândia     | 32−24     | Argélia   | Ali Bin Hamad Al Attiya Arena, Doha Público: 2.000 Árbitros: Milošević, Gubica |
| 18 de janeiro de 2015 19:00 | Sigurðsson 8 | (12–13)   | Berkous 5 | Ali Bin Hamad Al Attiya Arena, Doha Público: 2.000 Árbitros: Milošević, Gubica |
| 18 de janeiro de 2015 19:00 | 6× 3× 1×     | Relatório | 4×        | Ali Bin Hamad Al Attiya Arena, Doha Público: 2.000 Árbitros: Milošević, Gubica |

| 18 de janeiro de 2015 21:00 | Chéquia        | 22−36     | Suécia       | Ali Bin Hamad Al Attiya Arena, Doha Público: 1.000 Árbitros: Geipel, Helbig |
| 18 de janeiro de 2015 21:00 | Babák, Sobol 5 | (10–19)   | Andersson 10 | Ali Bin Hamad Al Attiya Arena, Doha Público: 1.000 Árbitros: Geipel, Helbig |
| 18 de janeiro de 2015 21:00 | 6× 3× 1×       | Relatório | 3×           | Ali Bin Hamad Al Attiya Arena, Doha Público: 1.000 Árbitros: Geipel, Helbig |

| 18 de janeiro de 2015 21:00 | Egito  | 24−28     | França      | Duhail Handball Sports Hall, Doha Público: 4.500 Árbitros: Krstić, Ljubič |
| 18 de janeiro de 2015 21:00 | Amer 5 | (11–14)   | Karabatić 6 | Duhail Handball Sports Hall, Doha Público: 4.500 Árbitros: Krstić, Ljubič |
| 18 de janeiro de 2015 21:00 | 10× 3× | Relatório | 3×          | Duhail Handball Sports Hall, Doha Público: 4.500 Árbitros: Krstić, Ljubič |

| 20 de janeiro de 2015 19:00 | Chéquia  | 24−27     | Egito      | Ali Bin Hamad Al Attiya Arena, Doha Público: 6.500 Árbitros: Al-Suwaidi, Bamutref |
| 20 de janeiro de 2015 19:00 | Hrstka 5 | (10–13)   | El-Ahmar 5 | Ali Bin Hamad Al Attiya Arena, Doha Público: 6.500 Árbitros: Al-Suwaidi, Bamutref |
| 20 de janeiro de 2015 19:00 | 4× 3×    | Relatório | 3×         | Ali Bin Hamad Al Attiya Arena, Doha Público: 6.500 Árbitros: Al-Suwaidi, Bamutref |

| 20 de janeiro de 2015 21:00 | França      | 26−26     | Islândia                   | Duhail Handball Sports Hall, Doha Público: 2.500 Árbitros: Santos, Fonseca |
| 20 de janeiro de 2015 21:00 | Karabatić 6 | (12–14)   | Hallgrímsson, Pálmarsson 5 | Duhail Handball Sports Hall, Doha Público: 2.500 Árbitros: Santos, Fonseca |
| 20 de janeiro de 2015 21:00 | 5× 3× 1×    | Relatório | 4×                         | Duhail Handball Sports Hall, Doha Público: 2.500 Árbitros: Santos, Fonseca |

| 20 de janeiro de 2015 21:00 | Suécia    | 27−19     | Argélia | Ali Bin Hamad Al Attiya Arena, Doha Público: 1.000 Árbitros: Nachevski, Nikolov |
| 20 de janeiro de 2015 21:00 | Källman 6 | (15–6)    | Daoud 6 | Ali Bin Hamad Al Attiya Arena, Doha Público: 1.000 Árbitros: Nachevski, Nikolov |
| 20 de janeiro de 2015 21:00 | 6× 3× 1×  | Relatório | 3×      | Ali Bin Hamad Al Attiya Arena, Doha Público: 1.000 Árbitros: Nachevski, Nikolov |

| 22 de janeiro de 2015 19:00 | Suécia    | 25−25     | Egito      | Ali Bin Hamad Al Attiya Arena, Doha Público: 7.000 Árbitros: Milošević, Gubica |
| 22 de janeiro de 2015 19:00 | Ekberg 10 | (10–10)   | El-Ahmar 9 | Ali Bin Hamad Al Attiya Arena, Doha Público: 7.000 Árbitros: Milošević, Gubica |
| 22 de janeiro de 2015 19:00 | 6× 3×     | Relatório | 1× 3×      | Ali Bin Hamad Al Attiya Arena, Doha Público: 7.000 Árbitros: Milošević, Gubica |

| 22 de janeiro de 2015 21:00 | Islândia     | 25−36     | Chéquia  | Ali Bin Hamad Al Attiya Arena, Doha Público: 500 Árbitros: Lee, Koo |
| 22 de janeiro de 2015 21:00 | Guðjónsson 5 | (11–21)   | Jícha 11 | Ali Bin Hamad Al Attiya Arena, Doha Público: 500 Árbitros: Lee, Koo |
| 22 de janeiro de 2015 21:00 | 7× 2×        | Relatório | 3×       | Ali Bin Hamad Al Attiya Arena, Doha Público: 500 Árbitros: Lee, Koo |

| 22 de janeiro de 2015 21:00 | Argélia    | 26−32     | França   | Duhail Handball Sports Hall, Doha Público: 2.000 Árbitros: Nikolić, Stojković |
| 22 de janeiro de 2015 21:00 | Berkous 11 | (12–19)   | Guigou 7 | Duhail Handball Sports Hall, Doha Público: 2.000 Árbitros: Nikolić, Stojković |
| 22 de janeiro de 2015 21:00 | 9× 3×      | Relatório | 3×       | Duhail Handball Sports Hall, Doha Público: 2.000 Árbitros: Nikolić, Stojković |

| 24 de janeiro de 2015 19:00 | Egito          | 25−28     | Islândia      | Ali Bin Hamad Al Attiya Arena, Doha Público: 5.500 Árbitros: Nikolić, Stojković |
| 24 de janeiro de 2015 19:00 | Issa, Radwan 5 | (10–15)   | Sigurðsson 13 | Ali Bin Hamad Al Attiya Arena, Doha Público: 5.500 Árbitros: Nikolić, Stojković |
| 24 de janeiro de 2015 19:00 | 4× 3×          | Relatório | 2×            | Ali Bin Hamad Al Attiya Arena, Doha Público: 5.500 Árbitros: Nikolić, Stojković |

| 24 de janeiro de 2015 21:00 | Argélia         | 20−36     | Chéquia | Duhail Handball Sports Hall, Doha Público: 500 Árbitros: Hizaki, Ikebuchi |
| 24 de janeiro de 2015 21:00 | Daoud, Hamoud 5 | (10–21)   | Jícha 7 | Duhail Handball Sports Hall, Doha Público: 500 Árbitros: Hizaki, Ikebuchi |
| 24 de janeiro de 2015 21:00 | 1× 3×           | Relatório | 3×      | Duhail Handball Sports Hall, Doha Público: 500 Árbitros: Hizaki, Ikebuchi |

| 24 de janeiro de 2015 21:00 | França   | 27−25     | Suécia    | Ali Bin Hamad Al Attiya Arena, Doha Público: 3.000 Árbitros: López, Ramírez |
| 24 de janeiro de 2015 21:00 | Joli 9   | (11–12)   | Källman 8 | Ali Bin Hamad Al Attiya Arena, Doha Público: 3.000 Árbitros: López, Ramírez |
| 24 de janeiro de 2015 21:00 | 2× 4× 1× | Relatório | 3×        | Ali Bin Hamad Al Attiya Arena, Doha Público: 3.000 Árbitros: López, Ramírez |

### Grupo D
| Pos | Equipe         | Pts | J | V | E | D | GP  | GC  | SG  |
| --- | -------------- | --- | - | - | - | - | --- | --- | --- |
| 1   | Alemanha       | 9   | 5 | 4 | 1 | 0 | 150 | 124 | +26 |
| 2   | Dinamarca      | 8   | 5 | 3 | 2 | 0 | 154 | 127 | +27 |
| 3   | Polônia        | 6   | 5 | 3 | 0 | 2 | 135 | 121 | +14 |
| 4   | Argentina      | 5   | 5 | 2 | 1 | 2 | 132 | 123 | +9  |
| 5   | Rússia         | 2   | 5 | 1 | 0 | 4 | 133 | 131 | +2  |
| 6   | Arábia Saudita | 0   | 5 | 0 | 0 | 5 | 87  | 165 | −78 |

| 16 de janeiro de 2015 15:00 | Rússia               | 27 - 17   | Arábia Saudita         | Duhail Handball Sports Hall, Doha Público: 500 Árbitros: Hizaki, Ikebuchi |
| 16 de janeiro de 2015 15:00 | Dereven, Zhitnikov 4 | (17–9)    | Al-Abbas, Al-Hannabi 4 | Duhail Handball Sports Hall, Doha Público: 500 Árbitros: Hizaki, Ikebuchi |
| 16 de janeiro de 2015 15:00 | 6× 2× 1×             | Relatório | 4×                     | Duhail Handball Sports Hall, Doha Público: 500 Árbitros: Hizaki, Ikebuchi |

| 16 de janeiro de 2015 19:00 | Polônia    | 26 - 29   | Alemanha   | Arena de Desportos de Lusail, Lusail Público: 3.500 Árbitros: Nachevski, Nikolov |
| 16 de janeiro de 2015 19:00 | Lijewski 7 | (13−17)   | Weinhold 9 | Arena de Desportos de Lusail, Lusail Público: 3.500 Árbitros: Nachevski, Nikolov |
| 16 de janeiro de 2015 19:00 | 5× 4×      | Relatório | 3×         | Arena de Desportos de Lusail, Lusail Público: 3.500 Árbitros: Nachevski, Nikolov |

| 16 de janeiro de 2015 21:00 | Dinamarca | 24–24     | Argentina | Arena de Desportos de Lusail, Lusail Público: 1.000 Árbitros: Krstić, Ljubič |
| 16 de janeiro de 2015 21:00 | Eggert 5  | (13−8)    | Pizarro 8 | Arena de Desportos de Lusail, Lusail Público: 1.000 Árbitros: Krstić, Ljubič |
| 16 de janeiro de 2015 21:00 | 7× 3×     | Relatório | 3× 1×     | Arena de Desportos de Lusail, Lusail Público: 1.000 Árbitros: Krstić, Ljubič |

| 18 de janeiro de 2015 19:00 | Argentina        | 23–24     | Polônia          | Duhail Handball Sports Hall, Doha Público: 3.000 Árbitros: Novotný, Horáček |
| 18 de janeiro de 2015 19:00 | três jogadores 5 | (12–11)   | três jogadores 5 | Duhail Handball Sports Hall, Doha Público: 3.000 Árbitros: Novotný, Horáček |
| 18 de janeiro de 2015 19:00 | 6× 3× 1×         | Relatório | 4×               | Duhail Handball Sports Hall, Doha Público: 3.000 Árbitros: Novotný, Horáček |

| 18 de janeiro de 2015 19:00 | Alemanha     | 27–26     | Rússia     | Arena de Desportos de Lusail, Lusail Público: 600 Árbitros: Kliko, Johansson |
| 18 de janeiro de 2015 19:00 | Gensheimer 9 | (9–13)    | Igropulo 6 | Arena de Desportos de Lusail, Lusail Público: 600 Árbitros: Kliko, Johansson |
| 18 de janeiro de 2015 19:00 | 7× 3×        | Relatório | 4×         | Arena de Desportos de Lusail, Lusail Público: 600 Árbitros: Kliko, Johansson |

| 18 de janeiro de 2015 21:00 | Arábia Saudita             | 18–38     | Dinamarca        | Arena de Desportos de Lusail, Lusail Público: 600 Árbitros: Rashed, El-Sayed |
| 18 de janeiro de 2015 21:00 | Al-Janabi, Moj. Al-Salem 4 | (6–20)    | H. Toft Hansen 8 | Arena de Desportos de Lusail, Lusail Público: 600 Árbitros: Rashed, El-Sayed |
| 18 de janeiro de 2015 21:00 | 4× 2×                      | Relatório | 3×               | Arena de Desportos de Lusail, Lusail Público: 600 Árbitros: Rashed, El-Sayed |

| 20 de janeiro de 2015 19:00 | Polônia    | 26–25     | Rússia       | Arena de Desportos de Lusail, Lusail Público: 1.000 Árbitros: Krstić, Ljubič |
| 20 de janeiro de 2015 19:00 | Rojewski 6 | (12–13)   | Shishkarev 7 | Arena de Desportos de Lusail, Lusail Público: 1.000 Árbitros: Krstić, Ljubič |
| 20 de janeiro de 2015 19:00 | 5× 3×      | Relatório | 2×           | Arena de Desportos de Lusail, Lusail Público: 1.000 Árbitros: Krstić, Ljubič |

| 20 de janeiro de 2015 19:00 | Argentina | 32–20     | Arábia Saudita | Duhail Handball Sports Hall, Doha Público: 1.000 Árbitros: Krichen, Makhlouf |
| 20 de janeiro de 2015 19:00 | Pizarro 7 | (13–11)   | Al-Janabi 5    | Duhail Handball Sports Hall, Doha Público: 1.000 Árbitros: Krichen, Makhlouf |
| 20 de janeiro de 2015 19:00 | 6× 4×     | Relatório | 3× 2×          | Duhail Handball Sports Hall, Doha Público: 1.000 Árbitros: Krichen, Makhlouf |

| 20 de janeiro de 2015 21:00 | Dinamarca              | 30–30     | Alemanha   | Arena de Desportos de Lusail, Lusail Público: 2.000 Árbitros: López, Ramírez |
| 20 de janeiro de 2015 21:00 | Christiansen, Hansen 6 | (16–16)   | Weinhold 8 | Arena de Desportos de Lusail, Lusail Público: 2.000 Árbitros: López, Ramírez |
| 20 de janeiro de 2015 21:00 | 3×                     | Relatório | 4×         | Arena de Desportos de Lusail, Lusail Público: 2.000 Árbitros: López, Ramírez |

| 22 de janeiro de 2015 19:00 | Polônia    | 32–13     | Arábia Saudita | Duhail Handball Sports Hall, Doha Público: 800 Árbitros: Kliko, Johansson |
| 22 de janeiro de 2015 19:00 | Syprzak 10 | (17–6)    | Al-Abdulali 4  | Duhail Handball Sports Hall, Doha Público: 800 Árbitros: Kliko, Johansson |
| 22 de janeiro de 2015 19:00 | 3×         | Relatório | 3× 1×          | Duhail Handball Sports Hall, Doha Público: 800 Árbitros: Kliko, Johansson |

| 22 de janeiro de 2015 19:00 | Alemanha   | 28–23     | Argentina   | Arena de Desportos de Lusail, Lusail Público: 5.500 Árbitros: Gatelis, Mažeika |
| 22 de janeiro de 2015 19:00 | Groetzki 7 | (13–14)   | Fernández 6 | Arena de Desportos de Lusail, Lusail Público: 5.500 Árbitros: Gatelis, Mažeika |
| 22 de janeiro de 2015 19:00 | 6× 3×      | Relatório | 4×          | Arena de Desportos de Lusail, Lusail Público: 5.500 Árbitros: Gatelis, Mažeika |

| 22 de janeiro de 2015 21:00 | Rússia       | 28–31     | Dinamarca | Arena de Desportos de Lusail, Lusail Público: 10.500 Árbitros: Nachevski, Nikolov |
| 22 de janeiro de 2015 21:00 | Shishkarev 8 | (8–16)    | Schmidt 9 | Arena de Desportos de Lusail, Lusail Público: 10.500 Árbitros: Nachevski, Nikolov |
| 22 de janeiro de 2015 21:00 | 1× 3×        | Relatório | 3×        | Arena de Desportos de Lusail, Lusail Público: 10.500 Árbitros: Nachevski, Nikolov |

| 24 de janeiro de 2015 19:00 | Arábia Saudita   | 19–36     | Alemanha          | Arena de Desportos de Lusail, Lusail Público: 3.500 Árbitros: Santos, Fonseca |
| 24 de janeiro de 2015 19:00 | três jogadores 3 | (8–18)    | Musche, Sellin 11 | Arena de Desportos de Lusail, Lusail Público: 3.500 Árbitros: Santos, Fonseca |
| 24 de janeiro de 2015 19:00 | 6× 3×            | Relatório | 3×                | Arena de Desportos de Lusail, Lusail Público: 3.500 Árbitros: Santos, Fonseca |

| 24 de janeiro de 2015 19:00 | Rússia       | 27–30     | Argentina | Duhail Handball Sports Hall, Doha Público: 500 Árbitros: Al-Suwaidi, Bamutref |
| 24 de janeiro de 2015 19:00 | Shishkarev 7 | (16–17)   | Pizarro 9 | Duhail Handball Sports Hall, Doha Público: 500 Árbitros: Al-Suwaidi, Bamutref |
| 24 de janeiro de 2015 19:00 | 8× 3× 1×     | Relatório | 4× 1×     | Duhail Handball Sports Hall, Doha Público: 500 Árbitros: Al-Suwaidi, Bamutref |

| 24 de janeiro de 2015 21:00 | Dinamarca  | 31–27     | Polônia    | Arena de Desportos de Lusail, Lusail Público: 6.000 Árbitros: Milošević, Gubica |
| 24 de janeiro de 2015 21:00 | Lindberg 6 | (16–12)   | Rojewski 5 | Arena de Desportos de Lusail, Lusail Público: 6.000 Árbitros: Milošević, Gubica |
| 24 de janeiro de 2015 21:00 | 5× 3×      | Relatório | 4×         | Arena de Desportos de Lusail, Lusail Público: 6.000 Árbitros: Milošević, Gubica |

### Fase final
| Oitavas-de-final | Oitavas-de-final   | Oitavas-de-final |  |  | Quartas-de-final | Quartas-de-final | Quartas-de-final |  |  | Semi-finais | Semi-finais | Semi-finais |  |                | Final          | Final          | Final |
|                  |                    |                  |  |  |                  |                  |                  |  |  |             |             |             |  |                |                |                |       |
| B1               | Croácia            | 26               |  |  |                  |                  |                  |  |  |             |             |             |  |                |                |                |       |
| A4               | Brasil             | 25               |  |  | B1               | Croácia          | 22               |  |  |             |             |             |  |                |                |                |       |
| D3               | Polônia            | 24               |  |  | D3               | Polônia          | 24               |  |  |             |             |             |  |                |                |                |       |
| C2               | Suécia             | 20               |  |  |                  |                  |                  |  |  | D3          | Polônia     | 29          |  |                |                |                |       |
| B3               | Áustria            | 27               |  |  |                  |                  |                  |  |  | A2          | Catar       | 31          |  |                |                |                |       |
| A2               | Catar              | 29               |  |  | A2               | Catar            | 26               |  |  |             |             |             |  |                |                |                |       |
| D1               | Alemanha           | 23               |  |  | D1               | Alemanha         | 24               |  |  |             |             |             |  |                |                |                |       |
| C4               | Egito              | 16               |  |  |                  |                  |                  |  |  |             |             |             |  |                | A2             | Catar          | 22    |
| C3               | Islândia           | 25               |  |  |                  |                  |                  |  |  |             |             |             |  |                | C1             | França         | 25    |
| D2               | Dinamarca          | 30               |  |  | D2               | Dinamarca        | 24               |  |  |             |             |             |  |                |                |                |       |
| A1               | Espanha            | 28               |  |  | A1               | Espanha          | 25               |  |  |             |             |             |  |                |                |                |       |
| B4               | Tunísia            | 20               |  |  |                  |                  |                  |  |  | A1          | Espanha     | 22          |  |                |                |                |       |
| A3               | Eslovênia          | 30               |  |  |                  |                  |                  |  |  | C1          | França      | 26          |  |                |                |                |       |
| B2               | Macedônia do Norte | 28               |  |  | A3               | Eslovênia        | 23               |  |  |             |             |             |  | Terceiro lugar | Terceiro lugar | Terceiro lugar |       |
| C1               | França             | 33               |  |  | C1               | França           | 32               |  |  |             |             |             |  |                | D3             | Polônia        | 29    |
| D4               | Argentina          | 20               |  |  |                  |                  |                  |  |  |             |             |             |  |                | A1             | Espanha        | 28    |

#### Fase de 16
| 25 de Janeiro de 2015 18:30 | Áustria | 27–29   | Catar      | Arena de Desportos de Lusail, Lusail Público: 12,200 Árbitros: Milošević, Gubica |
| 25 de Janeiro de 2015 18:30 | Weber 8 | (14–13) | Marković 8 | Arena de Desportos de Lusail, Lusail Público: 12,200 Árbitros: Milošević, Gubica |
| 25 de Janeiro de 2015 18:30 | 7× 4×   | Report  | 4× 2×      | Arena de Desportos de Lusail, Lusail Público: 12,200 Árbitros: Milošević, Gubica |

| 25 de Janeiro de 2015 18:30 | Eslovênia | 30–28   | Macedônia do Norte        | Arena Ali Bin Hamad Al Attiya, Doha Público: 800 Árbitros: Gatelis, Mažeika |
| 25 de Janeiro de 2015 18:30 | Gajić 9   | (16–15) | Georgievski, K. Lazarov 7 | Arena Ali Bin Hamad Al Attiya, Doha Público: 800 Árbitros: Gatelis, Mažeika |
| 25 de Janeiro de 2015 18:30 | 9× 4×     | Report  | 4× 3× 1×                  | Arena Ali Bin Hamad Al Attiya, Doha Público: 800 Árbitros: Gatelis, Mažeika |

| 25 de Janeiro de 2015 21:00 | Espanha  | 28–20  | Tunísia     | Arena de Desportos de Lusail, Lusail Público: 5,500 Árbitros: Nachevski, Nikolov |
| 25 de Janeiro de 2015 21:00 | Ugalde 6 | (18–9) | Boughanmi 5 | Arena de Desportos de Lusail, Lusail Público: 5,500 Árbitros: Nachevski, Nikolov |
| 25 de Janeiro de 2015 21:00 | 5× 3×    | Report | 3×          | Arena de Desportos de Lusail, Lusail Público: 5,500 Árbitros: Nachevski, Nikolov |

| 25 de Janeiro de 2015 21:00 | Croácia   | 26–25   | Brasil  | Arena Ali Bin Hamad Al Attiya, Doha Público: 800 Árbitros: Al-Suwaidi, Bamutref |
| 25 de Janeiro de 2015 21:00 | Kopljar 5 | (13–15) | Silva 5 | Arena Ali Bin Hamad Al Attiya, Doha Público: 800 Árbitros: Al-Suwaidi, Bamutref |
| 25 de Janeiro de 2015 21:00 | 1× 2×     | Report  | 5× 3×   | Arena Ali Bin Hamad Al Attiya, Doha Público: 800 Árbitros: Al-Suwaidi, Bamutref |

| 26 de Janeiro de 2015 18:30 | Alemanha     | 23–16  | Egito            | Arena de Desportos de Lusail, Lusail Público: 12,500 Árbitros: Novotný, Horáček |
| 26 de Janeiro de 2015 18:30 | Gensheimer 6 | (12–8) | El-Ahmar, Issa 4 | Arena de Desportos de Lusail, Lusail Público: 12,500 Árbitros: Novotný, Horáček |
| 26 de Janeiro de 2015 18:30 | 7× 3×        | Report | 5× 3× 1×         | Arena de Desportos de Lusail, Lusail Público: 12,500 Árbitros: Novotný, Horáček |

| 26 de Janeiro de 2015 18:30 | Polônia                  | 24–20   | Suécia     | Arena Ali Bin Hamad Al Attiya, Doha Público: 1,500 Árbitros: Krstić, Ljubič |
| 26 de Janeiro de 2015 18:30 | B. Jurecki, M. Jurecki 5 | (10–11) | Petersen 5 | Arena Ali Bin Hamad Al Attiya, Doha Público: 1,500 Árbitros: Krstić, Ljubič |
| 26 de Janeiro de 2015 18:30 | 3× 2×                    | Report  | 6× 3×      | Arena Ali Bin Hamad Al Attiya, Doha Público: 1,500 Árbitros: Krstić, Ljubič |

| 26 de Janeiro de 2015 21:00 | Islândia    | 25–30   | Dinamarca       | Arena de Desportos de Lusail, Lusail Público: 3,000 Árbitros: Reveret, Pichon |
| 26 de Janeiro de 2015 21:00 | Petersson 7 | (10–16) | Lauge Schmidt 6 | Arena de Desportos de Lusail, Lusail Público: 3,000 Árbitros: Reveret, Pichon |
| 26 de Janeiro de 2015 21:00 | 2× 4×       | Report  | 5× 3×           | Arena de Desportos de Lusail, Lusail Público: 3,000 Árbitros: Reveret, Pichon |

| 26 de Janeiro de 2015 21:00 | França  | 33–20  | Argentina | Arena Ali Bin Hamad Al Attiya, Doha Público: 1,500 Árbitros: Gjeding, Hansen |
| 26 de Janeiro de 2015 21:00 | Porte 6 | (16–6) | Carou 4   | Arena Ali Bin Hamad Al Attiya, Doha Público: 1,500 Árbitros: Gjeding, Hansen |
| 26 de Janeiro de 2015 21:00 | 4× 2×   | Report | 1× 2×     | Arena Ali Bin Hamad Al Attiya, Doha Público: 1,500 Árbitros: Gjeding, Hansen |

#### Quartas de finais
| 28 de Janeiro de 2015 18:30 | Croácia            | 22–24   | Polônia      | Arena Ali Bin Hamad Al Attiya, Doha Público: 1,500 Árbitros: Gjeding, Hansen |
| 28 de Janeiro de 2015 18:30 | Duvnjak, Kopljar 5 | (10–12) | Jurkiewicz 6 | Arena Ali Bin Hamad Al Attiya, Doha Público: 1,500 Árbitros: Gjeding, Hansen |
| 28 de Janeiro de 2015 18:30 | 3×                 | Report  | 3× 4×        | Arena Ali Bin Hamad Al Attiya, Doha Público: 1,500 Árbitros: Gjeding, Hansen |

| 28 de Janeiro de 2015 18:30 | Catar    | 26–24   | Alemanha     | Arena de Desportos de Lusail, Lusail Público: 15,000 Árbitros: Nachevski, Nikolov |
| 28 de Janeiro de 2015 18:30 | Capote 8 | (18–14) | Gensheimer 5 | Arena de Desportos de Lusail, Lusail Público: 15,000 Árbitros: Nachevski, Nikolov |
| 28 de Janeiro de 2015 18:30 | 2× 3×    | Report  | 3× 4×        | Arena de Desportos de Lusail, Lusail Público: 15,000 Árbitros: Nachevski, Nikolov |

| 28 de Janeiro de 2015 21:00 | Eslovênia   | 23–32   | França     | Arena Ali Bin Hamad Al Attiya, Doha Público: 2,500 Árbitros: Novotný, Horáček |
| 28 de Janeiro de 2015 21:00 | L. Žvižej 6 | (10–18) | Narcisse 6 | Arena Ali Bin Hamad Al Attiya, Doha Público: 2,500 Árbitros: Novotný, Horáček |
| 28 de Janeiro de 2015 21:00 | 5× 4×       | Report  | 2×         | Arena Ali Bin Hamad Al Attiya, Doha Público: 2,500 Árbitros: Novotný, Horáček |

| 28 de Janeiro de 2015 21:00 | Dinamarca        | 24–25   | Espanha         | Arena de Desportos de Lusail, Lusail Público: 9,000 Árbitros: Geipel, Helbig |
| 28 de Janeiro de 2015 21:00 | Eggert, Hansen 6 | (11–11) | Rivera Folch 10 | Arena de Desportos de Lusail, Lusail Público: 9,000 Árbitros: Geipel, Helbig |
| 28 de Janeiro de 2015 21:00 | 3× 4×            | Report  | 3×              | Arena de Desportos de Lusail, Lusail Público: 9,000 Árbitros: Geipel, Helbig |

#### Decisão do Bronze
| 1 de Fevereiro de 2015 16:30 | Polônia | 29–28   | Espanha | Arena de Desportos de Lusail, Lusail Público: 9,400 Árbitros: Gjeding, Hansen |
| 1 de Fevereiro de 2015 16:30 | Szyba 8 | (13-13) | Tomáz 7 | Arena de Desportos de Lusail, Lusail Público: 9,400 Árbitros: Gjeding, Hansen |
| 1 de Fevereiro de 2015 16:30 | 4× 3×   | Report  | 1× 2×   | Arena de Desportos de Lusail, Lusail Público: 9,400 Árbitros: Gjeding, Hansen |

#### Final
| 1 de Fevereiro de 2015 19:15 | Catar      | 22–25   | França      | Arena de Desportos de Lusail, Lusail Público: 15 000 Árbitros: Novotný, Horáček |
| 1 de Fevereiro de 2015 19:15 | Marković 7 | (11–14) | Karabatić 5 | Arena de Desportos de Lusail, Lusail Público: 15 000 Árbitros: Novotný, Horáček |
| 1 de Fevereiro de 2015 19:15 | 4× 3×      | Report  | 2× 4×       | Arena de Desportos de Lusail, Lusail Público: 15 000 Árbitros: Novotný, Horáček |

#### Semi finais do 5º ao 8º lugar
|  | Semi finais   | Semi finais   |    |               | 5º lugar      | 5º lugar |  |
|  |               |               |    |               |               |          |  |
|  | 30 de Janeiro |               |    |               |               |          |  |
|  | Croácia       | 28            |    |               |               |          |  |
|  | Alemanha      | 23            |    |               |               |          |  |
|  |               |               |    |               |               |          |  |
|  |               |               |    |               | 31 de Janeiro |          |  |
|  |               |               |    |               | Croácia       | 24       |  |
|  |               | Dinamarca     | 28 |               |               |          |  |
|  |               |               |    |               |               |          |  |
|  |               |               |    |               |               |          |  |
|  |               |               |    |               | 7º lugar      |          |  |
|  | 30 de Janeiro | 30 de Janeiro |    | 31 de Janeiro | 31 de Janeiro |          |  |
|  | Dinamarca     | 36            |    | Alemanha      | 30            |          |  |
|  | Eslovênia     | 33            |    |               | Eslovênia     | 27       |  |

| 30 de Janeiro de 2015 16:00 | Croácia  | 28–23   | Alemanha                 | Arena Ali Bin Hamad Al Attiya, Doha Público: 800 Árbitros: López, Ramírez |
| 30 de Janeiro de 2015 16:00 | Štrlek 8 | (13–11) | Gensheimer, Schöngarth 6 | Arena Ali Bin Hamad Al Attiya, Doha Público: 800 Árbitros: López, Ramírez |
| 30 de Janeiro de 2015 16:00 | 2× 3×    | Report  | 2× 4×                    | Arena Ali Bin Hamad Al Attiya, Doha Público: 800 Árbitros: López, Ramírez |

| 30 de Janeiro de 2015 18:30 | Dinamarca | 36–33   | Eslovênia | Arena Ali Bin Hamad Al Attiya, Doha Público: 500 Árbitros: Al-Suwaidi, Bamutref |
| 30 de Janeiro de 2015 18:30 | Hansen 13 | (19–15) | Gajić 12  | Arena Ali Bin Hamad Al Attiya, Doha Público: 500 Árbitros: Al-Suwaidi, Bamutref |
| 30 de Janeiro de 2015 18:30 | 4× 3×     | Report  | 5× 2×     | Arena Ali Bin Hamad Al Attiya, Doha Público: 500 Árbitros: Al-Suwaidi, Bamutref |

#### Decisão do 7º lugar
| 31 de Janeiro de 2015 16:30 | Alemanha      | 30–27   | Eslovênia | Arena de Desportos de Lusail, Lusail Público: 1,000 Árbitros: Novotný, Horáček |
| 31 de Janeiro de 2015 16:30 | Gensheimer 13 | (16–14) | Natek 9   | Arena de Desportos de Lusail, Lusail Público: 1,000 Árbitros: Novotný, Horáček |
| 31 de Janeiro de 2015 16:30 | 3×            | Report  | 3× 1×     | Arena de Desportos de Lusail, Lusail Público: 1,000 Árbitros: Novotný, Horáček |

#### Decisão do 5º
| 31 de Janeiro de 2015 19:15 | Croácia         | 24–28   | Dinamarca | Arena de Desportos de Lusail, Lusail Público: 3,000 Árbitros: López, Ramírez |
| 31 de Janeiro de 2015 19:15 | three players 4 | (11–15) | Hansen 8  | Arena de Desportos de Lusail, Lusail Público: 3,000 Árbitros: López, Ramírez |
| 31 de Janeiro de 2015 19:15 | 3×              | Report  | 3×        | Arena de Desportos de Lusail, Lusail Público: 3,000 Árbitros: López, Ramírez |

## President's Cup
|  | Semi finais          | Semi finais    |    |                      | 17º lugar     | 17º lugar |  |
|  |                      |                |    |                      |               |           |  |
|  | 26 de Janeiro        |                |    |                      |               |           |  |
|  | Bielorrússia         | 37             |    |                      |               |           |  |
|  | Bósnia e Herzegovina | 29             |    |                      |               |           |  |
|  |                      |                |    |                      |               |           |  |
|  |                      |                |    |                      | 27 de Janeiro |           |  |
|  |                      |                |    |                      | Bielorrússia  | 31        |  |
|  |                      | Chéquia (pen.) | 32 |                      |               |           |  |
|  |                      |                |    |                      |               |           |  |
|  |                      |                |    |                      |               |           |  |
|  |                      |                |    |                      | 19º lugar     |           |  |
|  | 26 de Janeiro        | 26 de Janeiro  |    | 27 de Janeiro        | 27 de Janeiro |           |  |
|  | Chéquia              | 32             |    | Bósnia e Herzegovina | 28            |           |  |
|  | Rússia               | 30             |    |                      | Rússia        | 42        |  |

|  | Semi finais    | Semi finais    |    |               | 21º lugar     | 21º lugar |  |
|  |                |                |    |               |               |           |  |
|  | 26 de Janeiro  |                |    |               |               |           |  |
|  | Chile          | 31             |    |               |               |           |  |
|  | Irã            | 32             |    |               |               |           |  |
|  |                |                |    |               |               |           |  |
|  |                |                |    |               | 27 de Janeiro |           |  |
|  |                |                |    |               | Irã           | 26        |  |
|  |                | Arábia Saudita | 22 |               |               |           |  |
|  |                |                |    |               |               |           |  |
|  |                |                |    |               |               |           |  |
|  |                |                |    |               | 23º lugar     |           |  |
|  | 26 de Janeiro  | 26 de Janeiro  |    | 27 de Janeiro | 27 de Janeiro |           |  |
|  | Argélia        | 25             |    | Chile (pen.)  | 30            |           |  |
|  | Arábia Saudita | 27             |    |               | Argélia       | 28        |  |

#### Semi final de colocações
| 26 de Janeiro de 2015 13:00 | Chile         | 31–32   | Irã             | Duhail Handball Sports Hall, Doha Público: 100 Árbitros: Hizaki, Ikebuchi |
| 26 de Janeiro de 2015 13:00 | R. Salinas 18 | (15–17) | three players 5 | Duhail Handball Sports Hall, Doha Público: 100 Árbitros: Hizaki, Ikebuchi |
| 26 de Janeiro de 2015 13:00 | 2×            | Report  | 4× 3× 1×        | Duhail Handball Sports Hall, Doha Público: 100 Árbitros: Hizaki, Ikebuchi |

| 26 de Janeiro de 2015 15:00 | Argélia  | 25–27   | Arábia Saudita  | Duhail Handball Sports Hall, Doha Público: 100 Árbitros: Kliko, Johansson |
| 26 de Janeiro de 2015 15:00 | Hamoud 9 | (14–12) | Moj. Al-Salem 5 | Duhail Handball Sports Hall, Doha Público: 100 Árbitros: Kliko, Johansson |
| 26 de Janeiro de 2015 15:00 | 6× 2× 1× | Report  | 7× 3×           | Duhail Handball Sports Hall, Doha Público: 100 Árbitros: Kliko, Johansson |

| 26 de Janeiro de 2015 17:00 | Bielorrússia | 37–29   | Predefinição:Hb | Duhail Handball Sports Hall, Doha Público: 300 Árbitros: Menezes, Pinto |
| 26 de Janeiro de 2015 17:00 | S. Rutenka 9 | (20–16) | Burić 6         | Duhail Handball Sports Hall, Doha Público: 300 Árbitros: Menezes, Pinto |
| 26 de Janeiro de 2015 17:00 | 6× 3×        | Report  | 4× 3×           | Duhail Handball Sports Hall, Doha Público: 300 Árbitros: Menezes, Pinto |

| 26 de Janeiro de 2015 19:00 | Chéquia    | 32–30   | Rússia    | Duhail Handball Sports Hall, Doha Público: 300 Árbitros: Krichen, Makhlouf |
| 26 de Janeiro de 2015 19:00 | Zdráhala 8 | (16–15) | Dereven 8 | Duhail Handball Sports Hall, Doha Público: 300 Árbitros: Krichen, Makhlouf |
| 26 de Janeiro de 2015 19:00 | 6× 4× 1×   | Report  | 6× 1×     | Duhail Handball Sports Hall, Doha Público: 300 Árbitros: Krichen, Makhlouf |

#### Decisão do 23º lugar
| 27 de Janeiro de 2015 13:00 | Chile         | 30–28   | Argélia   | Duhail Handball Sports Hall, Doha Público: 100 Árbitros: Santos, Fonseca |
| 27 de Janeiro de 2015 13:00 | R. Salinas 11 | (10–16) | Hamoud 12 | Duhail Handball Sports Hall, Doha Público: 100 Árbitros: Santos, Fonseca |
| 27 de Janeiro de 2015 13:00 | 4×            | Report  | 7× 2×     | Duhail Handball Sports Hall, Doha Público: 100 Árbitros: Santos, Fonseca |

#### Decisão do 21º lugar
| 27 de Janeiro de 2015 15:00 | Irã         | 26–22   | Arábia Saudita | Duhail Handball Sports Hall, Doha Público: 150 Árbitros: Menezes, Pinto |
| 27 de Janeiro de 2015 15:00 | A. Esteki 6 | (15–10) | Al-Abdulali 6  | Duhail Handball Sports Hall, Doha Público: 150 Árbitros: Menezes, Pinto |
| 27 de Janeiro de 2015 15:00 | 5× 2× 1×    | Report  | 6× 3×          | Duhail Handball Sports Hall, Doha Público: 150 Árbitros: Menezes, Pinto |

#### Decisão do 19º lugar
| 27 de Janeiro de 2015 17:00 | Bósnia e Herzegovina | 28–42   | Rússia    | Duhail Handball Sports Hall, Doha Público: 200 Árbitros: Hizaki, Ikebuchi |
| 27 de Janeiro de 2015 17:00 | Malinović 6          | (16–20) | Kovalev 6 | Duhail Handball Sports Hall, Doha Público: 200 Árbitros: Hizaki, Ikebuchi |
| 27 de Janeiro de 2015 17:00 | 6× 3×                | Report  | 6× 2×     | Duhail Handball Sports Hall, Doha Público: 200 Árbitros: Hizaki, Ikebuchi |

#### Decisão do 17º lugar
| 27 de Janeiro de 2015 19:00 | Bielorrússia  | 31–32   | Chéquia        | Duhail Handball Sports Hall, Doha Público: 300 Árbitros: Rased, El-Sayed |
| 27 de Janeiro de 2015 19:00 | S. Rutenka 12 | (13–14) | four players 6 | Duhail Handball Sports Hall, Doha Público: 300 Árbitros: Rased, El-Sayed |
| 27 de Janeiro de 2015 19:00 | 5× 3×         | Report  | 3×             | Duhail Handball Sports Hall, Doha Público: 300 Árbitros: Rased, El-Sayed |

## Ranking final
| Pos. | Equipa               |
| ---- | -------------------- |
| 1    | França               |
| 2    | Catar                |
| 3    | Polônia              |
| 4    | Espanha              |
| 5    | Dinamarca            |
| 6    | Croácia              |
| 7    | Alemanha             |
| 8    | Eslovênia            |
| 9    | Macedônia do Norte   |
| 10   | Suécia               |
| 11   | Islândia             |
| 12   | Argentina            |
| 13   | Áustria              |
| 14   | Egito                |
| 15   | Tunísia              |
| 16   | Brasil[Nota]         |
| 17   | Chéquia              |
| 18   | Bielorrússia         |
| 19   | Rússia               |
| 20   | Bósnia e Herzegovina |
| 21   | Irã                  |
| 22   | Arábia Saudita       |
| 23   | Chile                |
| 24   | Argélia              |

|  | Qualificado para o torneio de Handebol dos Jogos Olímpicos de 2016.                |
|  | Vaga assegurada no Torneio Qualificatório de Handebol dos Jogos Olímpicos de 2016. |

| XXIV Campeonato Mundial de Handebol Masculino · França · Quinto título |